# كانديس بيرغن (سياسي)
كانديس بيرغن (بالفرنسية: Candice Bergen)‏ (و. 1964  م) هي سياسية كندية، هي عضوةٌ حزب المحافظين الكندي.

## مناصب
تولت منصب عضو مجلس العموم الكندي (منذ 19 أكتوبر 2015)
- عضو مجلس العموم الكندي (2 مايو 2011–18 أكتوبر 2015)
- عضو مجلس العموم الكندي (14 أكتوبر 2008–1 مايو 2011).